# Elattostachys nervosa
Elattostachys nervosa là một loài thực vật có hoa trong họ Bồ hòn. Loài này được (F.Muell.) Radlk. mô tả khoa học đầu tiên năm 1879.

## Hình ảnh

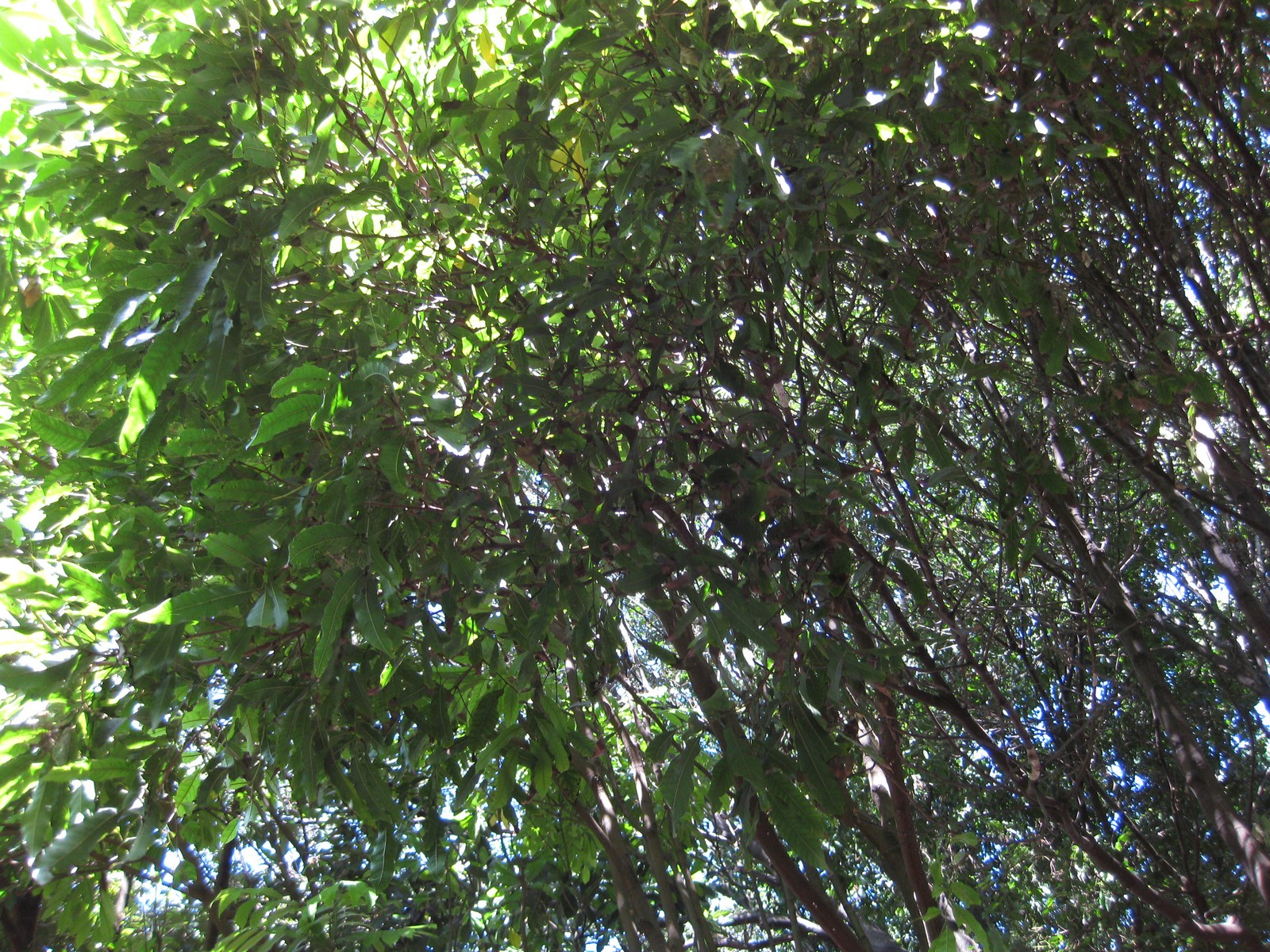
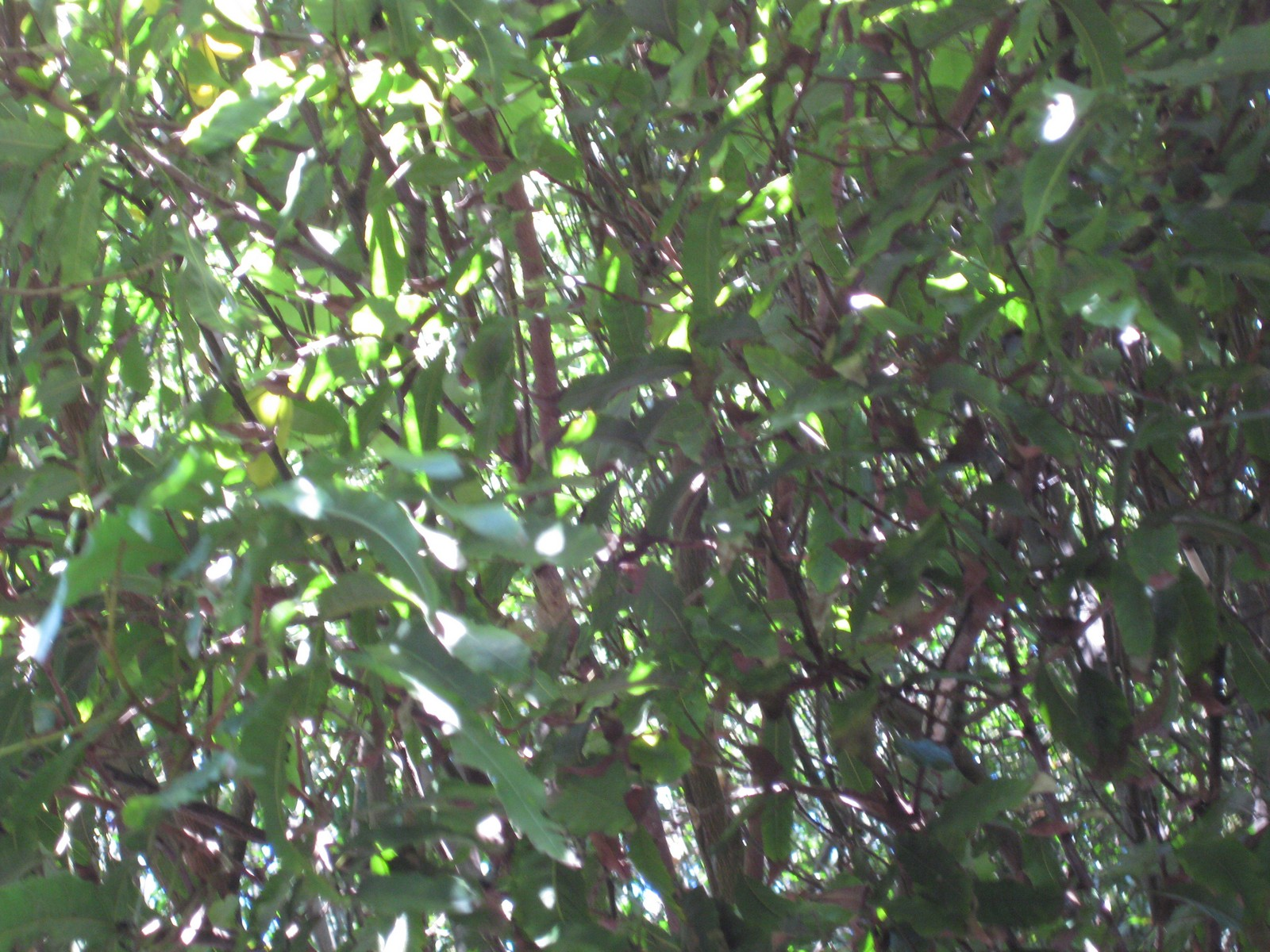
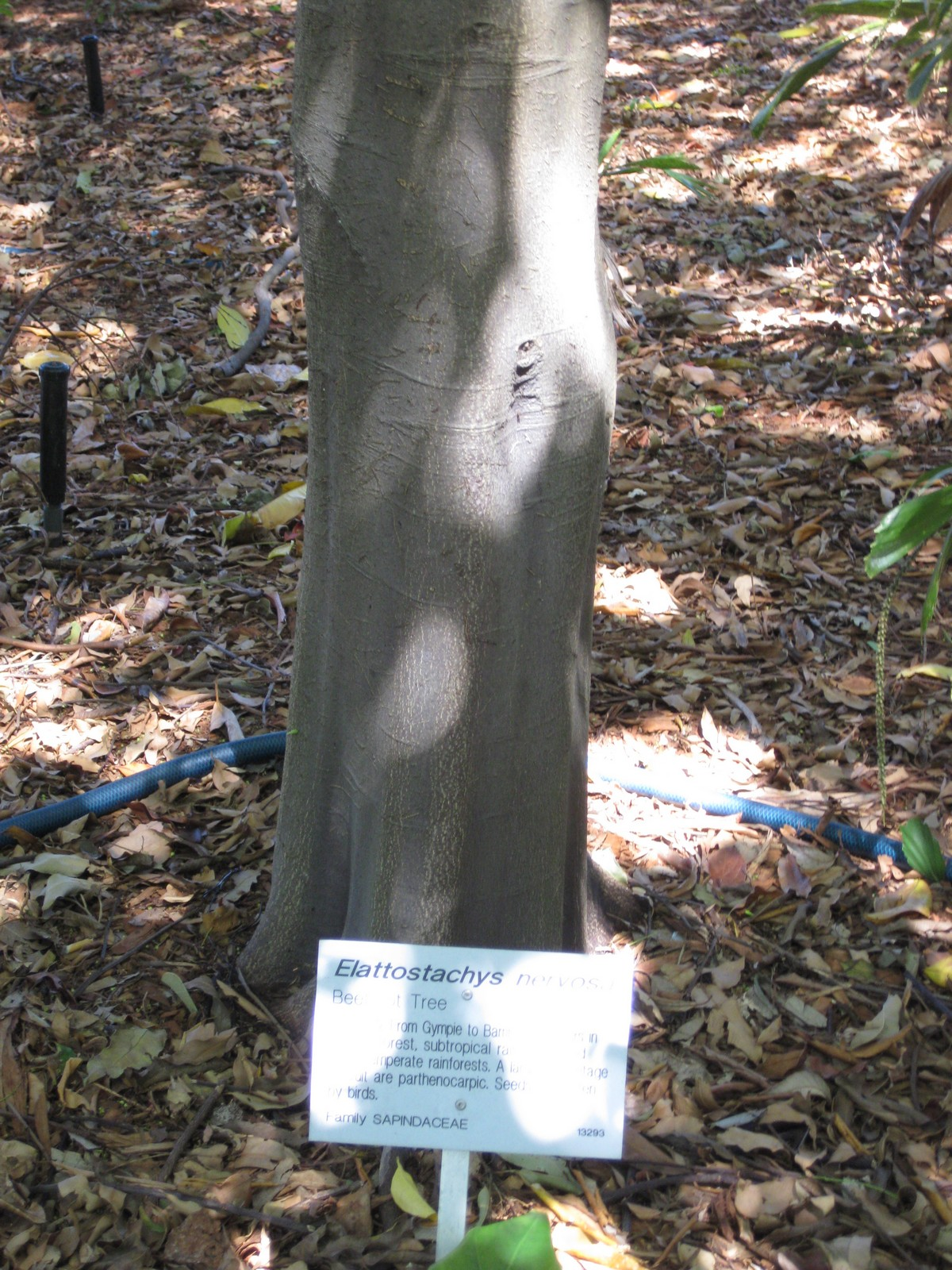
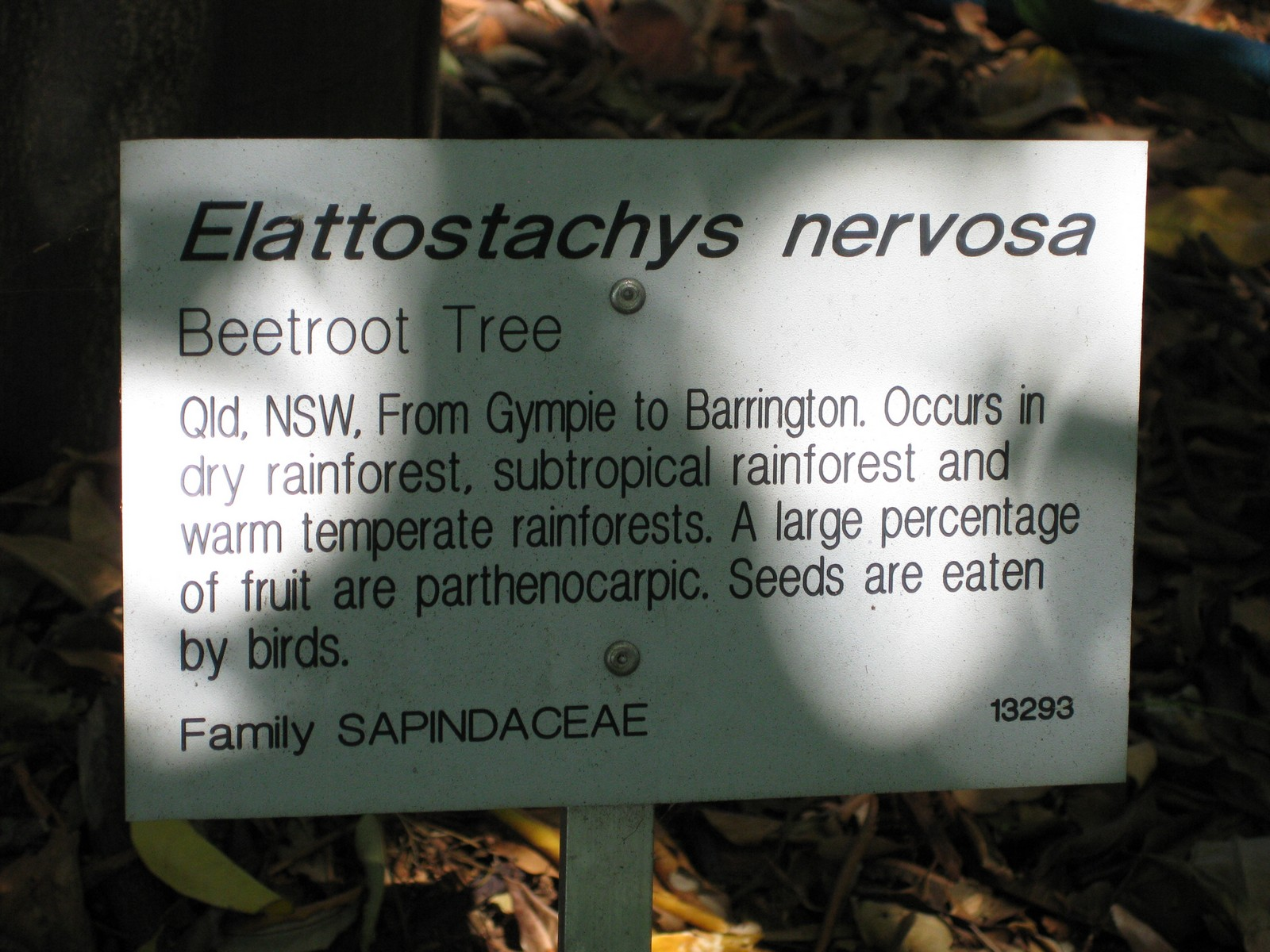